# Humaitá, Paraguay
Humaitá este un oraș din departamentul Ñeembucú, Paraguay.